# Hypena orthosticha
Hypena orthosticha là một loài bướm đêm trong họ Erebidae.